# خوسيه لويز دي أوليفيرا
خوسيه لويز دي أوليفيرا (بالبرتغالية: José Luiz de Oliveira‏) الشهير باسم زي لويز (16 نوفمبر 1904 في ريو دي جانيرو ، البرازيل) لاعب كرة قدم برازيلي معتزل كان يجيد اللعب في خط الدفاع .
حقق زي لويز مع نادي ساو كريستوفاو بطولة كاريوكا سنة 1926.
شارك مع منتخب البرازيل في بطولة كأس العالم لكرة القدم 1930 التي أقيمت في الأوروغواي وخرج من الدور الأول.

## روابط خارجية
- خوسيه لويز دي أوليفيرا على موقع الاتحاد الدولي (مؤرشف)  (الإنجليزية)
- خوسيه لويز دي أوليفيرا على موقع ناشيونال فوتبول تيمز (الإنجليزية)